# Beatyfikowani i kanonizowani przez Piusa XII
Beatyfikowani i kanonizowani przez Piusa XII – lista świętych i błogosławionych wyniesionych na ołtarze w czasie pontyfikatu Piusa XII.
Papież Pius XII od 1939 do 1958 kanonizował 33 i beatyfikował 53 świeckich i duchownych, w tym dwóch swoich poprzedników Innocentego XI oraz Piusa X.
Poniższe tabele przedstawią listę osób beatyfikowanych/kanonizowanych przez Piusa XII w poszczególnych latach pontyfikatu.

## I rok pontyfikatu
| Wyniesieni na ołtarze | Data beatyfikacji    | Data kanonizacji                           |
| --------------------- | -------------------- | ------------------------------------------ |
| Emilia de Vialar      | 18 czerwca 1939(dts) | 24 czerwca 1951(dts)                       |
| Justyn de Jacobis     | 25 czerwca 1939(dts) | 26 października 1975(dts) (przez Pawła VI) |

## II rok pontyfikatu
| Wyniesieni na ołtarze    | Data beatyfikacji                      | Data kanonizacji                         |
| ------------------------ | -------------------------------------- | ---------------------------------------- |
| Maria Eufrazja Pelletier | 30 kwietnia 1933(dts) (przez Piusa XI) | 2 maja 1940(dts)                         |
| Gemma Galgani            | 14 maja 1933(dts) (przez Piusa XI)     | 2 maja 1940(dts)                         |
| Róża Filipina Duchesne   | 12 maja 1940(dts)                      | 3 lipca 1988(dts) (przez Jana Pawła II)  |
| Joachima De Vedruna      | 19 maja 1940(dts)                      | 12 kwietnia 1959(dts) (przez Jana XXIII) |
| Maria od Krzyża di Rosa  | 26 maja 1940(dts)                      | 12 czerwca 1954(dts)                     |
| Emilia de Rodat          | 9 czerwca 1940(dts)                    | 23 kwietnia 1950(dts)                    |
| Ignacy z Lakoni          | 16 czerwca 1940(dts)                   | 21 października 1951(dts)                |

## III rok pontyfikatu
| Wyniesieni na ołtarze | Data beatyfikacji   | Data kanonizacji                               |
| --------------------- | ------------------- | ---------------------------------------------- |
| Magdalena z Canossy   | 7 grudnia 1941(dts) | 2 października 1988(dts) (przez Jana Pawła II) |

## V rok pontyfikatu
| Wyniesieni na ołtarze | Data beatyfikacji                   | Data kanonizacji       |
| --------------------- | ----------------------------------- | ---------------------- |
| Małgorzata Węgierska  | 28 lipca 1789(dts) (przez Piusa VI) | 19 listopada 1943(dts) |

## VIII rok pontyfikatu
| Wyniesieni na ołtarze                                 | Data beatyfikacji                       | Data kanonizacji                               |
| ----------------------------------------------------- | --------------------------------------- | ---------------------------------------------- |
| Franciszka Ksawera Cabrini                            | 13 listopada 1938(dts) (przez Piusa XI) | 7 lipca 1946(dts)                              |
| Maria Teresa de Soubiran                              | 20 października 1946(dts)               | —                                              |
| Teresa Eustochio Verzeri                              | 27 października 1946(dts)               | 10 czerwca 2001(dts) (przez Jana Pawła II)     |
| Grzegorz Grassi i 28 towarzyszy (męczennicy chińscy): | 24 listopada 1946(dts)                  | 1 października 2000(dts) (przez Jana Pawła II) |

## IX rok pontyfikatu
| Wyniesieni na ołtarze             | Data beatyfikacji                        | Data kanonizacji                                |
| --------------------------------- | ---------------------------------------- | ----------------------------------------------- |
| Guntard Ferrini                   | 13 kwietnia 1947(dts)                    | —                                               |
| Maria Goretti                     | 27 kwietnia 1947(dts)                    | 24 czerwca 1950(dts)                            |
| Alicja Le Clerc                   | 4 maja 1947(dts)                         | —                                               |
| Mikołaj z Flüe                    | 8 marca 1669(dts) (przez Klemensa IX)    | 14 maja 1947(dts)                               |
| Bernardyn Realino                 | 12 stycznia 1896(dts) (przez Leona XIII) | 22 czerwca 1947(dts)                            |
| Jan de Brito                      | 21 sierpnia 1853(dts) (przez Piusa IX)   | 22 czerwca 1947(dts)                            |
| Józef Cafasso                     | 3 maja 1925(dts) (przez Piusa XI)        | 22 czerwca 1947(dts)                            |
| Joanna Elżbieta Bichier des Ages  | 3 maja 1925(dts) (przez Piusa XI)        | 6 lipca 1947(dts)                               |
| Michał Garicoïts                  | 10 maja 1923(dts) (przez Piusa XI)       | 6 lipca 1947(dts)                               |
| Ludwik Maria Grignion de Montfort | 22 stycznia 1888(dts) (przez Leona XIII) | 20 lipca 1947(dts)                              |
| Katarzyna Labouré                 | 28 maja 1933(dts) (przez Piusa XI)       | 27 lipca 1947(dts)                              |
| Joanna Delanoue                   | 8 listopada 1947(dts)                    | 31 października 1982(dts) (przez Jana Pawła II) |

## X rok pontyfikatu
| Wyniesieni na ołtarze | Data beatyfikacji    | Data kanonizacji                           |
| --------------------- | -------------------- | ------------------------------------------ |
| Benild Romançon       | 4 kwietnia 1948(dts) | 29 października 1967(dts) (przez Pawła VI) |

## XI rok pontyfikatu
| Wyniesieni na ołtarze        | Data beatyfikacji                        | Data kanonizacji                         |
| ---------------------------- | ---------------------------------------- | ---------------------------------------- |
| Joanna de Lestonnac          | 23 września 1900(dts) (przez Leona XIII) | 15 maja 1949(dts)                        |
| Maria Giuseppa Rossello      | 6 stycznia 1938(dts) (przez Piusa XI)    | 12 czerwca 1949(dts)                     |
| Wincenty Pallotti            | 22 stycznia 1950(dts)                    | 20 stycznia 1963(dts) (przez Jana XXIII) |
| Maria Soledad Torres Acosta  | 5 lutego 1950(dts)                       | 25 stycznia 1970(dts) (przez Pawła VI)   |
| Wincencja Maria López Vicuña | 19 lutego 1950(dts)                      | 25 maja 1975(dts) (przez Pawła VI)       |

## XII rok pontyfikatu
| Wyniesieni na ołtarze  | Data beatyfikacji                          | Data kanonizacji                               |
| ---------------------- | ------------------------------------------ | ---------------------------------------------- |
| Dominik Savio          | 5 marca 1950(dts)                          | 12 czerwca 1954(dts) (przez Piusa XII)         |
| Paula Elżbieta Cerioli | 19 marca 1950(dts)                         | 16 maja 2004(dts) (przez Jana Pawła II)        |
| Emilia de Rodat        | 9 marca 1940(dts)                          | 23 kwietnia 1950(dts)                          |
| Antoni Maria Claret    | 25 lutego 1934(dts) (przez Piusa XI)       | 7 maja 1950(dts)                               |
| Bartłomieja Capitanio  | 30 maja 1926(dts) (przez Piusa XI)         | 18 maja 1950(dts)                              |
| Wincencja Gerosa       | 30 maja 1926(dts) (przez Piusa XI)         | 18 maja 1950(dts)                              |
| Joanna de Valois       | 1 kwietnia 1742(dts) (przez Benedykta XIV) | 28 maja 1950(dts)                              |
| Wincenty Maria Strambi | 26 kwietnia 1925(dts) (przez Piusa XI)     | 11 czerwca 1950(dts)                           |
| Maria Goretti          | 27 kwietnia 1947(dts) (przez Piusa XII)    | 24 czerwca 1950(dts)                           |
| Maria De Mattias       | 1 października 1950(dts)                   | 18 maja 2003(dts) (przez Jana Pawła II)        |
| Alberyk Crescitelli    | 18 lutego 1951(dts)                        | 1 października 2000(dts) (przez Jana Pawła II) |

## XIII rok pontyfikatu
| Wyniesieni na ołtarze                                 | Data beatyfikacji                        | Data kanonizacji                           |
| ----------------------------------------------------- | ---------------------------------------- | ------------------------------------------ |
| Andrzej Tường i 24 towarzyszy (Męczennicy z Wietnamu) | 29 kwietnia 1951(dts)                    | 19 czerwca 1988(dts) (przez Jana Pawła II) |
| Pius X                                                | 4 czerwca 1951(dts)                      | 29 maja 1954(dts)                          |
| Emilia de Vialar                                      | 18 czerwca 1939(dts)                     | 24 czerwca 1951(dts)                       |
| Maria Dominika Mazzarello                             | 20 listopada 1938(dts) (przez Piusa XI)  | 24 czerwca 1951(dts)                       |
| Antoni Maria Gianelli                                 | 19 maja 1925(dts) (przez Piusa XI)       | 21 października 1951(dts)                  |
| Franciszek Ksawery Bianchi                            | 22 stycznia 1893(dts) (przez Leona XIII) | 21 października 1951(dts)                  |
| Ignacy z Lakoni                                       | 16 marca 1940(dts)                       | 21 października 1951(dts)                  |
| Teresa Couderc                                        | 4 listopada 1951(dts)                    | 10 maja 1970(dts) (przez Pawła VI)         |

## XIV rok pontyfikatu
| Wyniesieni na ołtarze    | Data beatyfikacji    | Data kanonizacji                               |
| ------------------------ | -------------------- | ---------------------------------------------- |
| Róża Venerini            | 4 maja 1952(dts)     | 15 października 2006(dts) (przez Benedykt XVI) |
| Rafaela Porras y Ayllón  | 18 czerwca 1952(dts) | 23 stycznia 1977(dts) (przez Pawła VI)         |
| Maria Bertilla Boscardin | 8 czerwca 1952(dts)  | 11 maja 1961(dts) (przez Jana XXIII)           |

## XVI rok pontyfikatu
| Wyniesieni na ołtarze   | Data beatyfikacji                         | Data kanonizacji     |
| ----------------------- | ----------------------------------------- | -------------------- |
| Pius X                  | 3 czerwca 1951(dts)                       | 29 maja 1954(dts)    |
| Dominik Savio           | 5 marca 1950(dts)                         | 12 czerwca 1954(dts) |
| Kasper del Bufalo       | 18 grudnia 1904(dts) (przez Piusa X)      | 12 czerwca 1954(dts) |
| Józef Pignatelli        | 21 maja 1933(dts) (przez Piusa XI)        | 12 czerwca 1954(dts) |
| Maria od Krzyża di Rosa | 6 maja 1940(dts)                          | 12 czerwca 1954(dts) |
| Piotr Chanel            | 16 listopada 1889(dts) (przez Leona XIII) | 12 czerwca 1954(dts) |

## XVII rok pontyfikatu
| Wyniesieni na ołtarze                                              | Data beatyfikacji     | Data kanonizacji                               |
| ------------------------------------------------------------------ | --------------------- | ---------------------------------------------- |
| Leon Mangin i 54 towarzyszy (męczennicy chińscy)                   | 17 kwietnia 1955(dts) | 1 października 2000(dts) (przez Jana Pawła II) |
| Marcelin Champagnat                                                | 29 maja 1955(dts)     | 18 kwietnia 1999(dts) (przez Jana Pawła II)    |
| Jan Chrzciciel Turpin du Cormier i Towarzysze (Męczennicy z Laval) | 19 czerwca 1955(dts)  | —                                              |

## XVIII rok pontyfikatu
| Wyniesieni na ołtarze | Data beatyfikacji        | Data kanonizacji |
| --------------------- | ------------------------ | ---------------- |
| Innocenty XI          | 7 października 1956(dts) | —                |

## XIX rok pontyfikatu
| Wyniesieni na ołtarze           | Data beatyfikacji     | Data kanonizacji                       |
| ------------------------------- | --------------------- | -------------------------------------- |
| Teresa od Jezusa Jornet e Ibars | 27 kwietnia 1958(dts) | 27 stycznia 1975(dts) (przez Pawła VI) |